# Macaranga umbrosa
Macaranga umbrosa är en törelväxtart som beskrevs av S.J.Davies. Macaranga umbrosa ingår i släktet Macaranga och familjen törelväxter. Inga underarter finns listade i Catalogue of Life.